# Olímpia la diaconessa
Olímpia, també coneguda com a Santa Olímpia i de vegades Olímpia la més Jove per distingir-la de la seva tia amb el mateix nom (circa 361,368-25 de juliol del 408) era una noble cristiana romana d'ascendència grega
Olímpia va néixer i ser criada a Constantinoble o a Antioquia. Era filla d'una noble grega Antioquiana, Alexandra i el ric retòric, Seleucus. Olímpia tenia un germà. Olímpia era l'homònim de la seva tia paterna Olímpia que va estar compromesa amb l'emperador Romà Flavi Juli Constant tot i que, finalment es va casar amb el Nakharar Armeni Àrsaces II. L'avi patern de Olímpia era Flavi Ablavi qui mantenia el seu rang consular a Constantinoble, mentre que, el seu oncle materna era Calliopius el Retòric que va servir com a grammaticus i mestre-ajudant a les ordres de l'historiador Libani i posteriorment va servir com a oficial Romà sota els emperadors romans Constanci II i Julià l'Apòstata.
Olímpia és descrita com la «filla estimada» nascuda de Seleucus i Alexandra. A la seva edat adulta, Olímpia es va casar amb un noble anomenat Nebridius que va servir com a Prefecte de Constantinoble. Després de la mort del seu marit va rebutjar moltes ofertes de matrimoni i va dedicar la seva vida a l'església, servint com a diaconessa. Més tard va ser amiga de Sant Joan Crisòstom.
Les seves bones obres van incloure construir un hospital, un orfenat i fins i tot cuidar els Monjos que havien estat exiliats de Nitria. El seu suport a Sant Joan Crisòstom la va portar a ser exiliada l'any 404, perdent la seva casa i vivint la resta de la seva vida a l'exili a Nicomèdia, on va morir el 25 de juliol del 408, després d'una llarga malaltia. Olímpia és una dels 140 sants de Columnata que adornen la plaça de Sant Pere.